# 伊藤兰
伊藤兰（英語：Ran Ito，1955年1月13日—）是一位日本女演员和歌手。

## 生平
1955年出生于东京都武藏野市，毕业于日本大学艺术系。1973年与藤村美树和田中好子组成乐队糖果合唱团。

## 家庭
丈夫是男演员水谷丰，女儿是演员趣里。